# Base aérea de Landsberg-Lech
A Base aérea de Landsberg-Lech (em alemão: Fliegerhorst Landsberg/Lech) (ICAO: ETSA) é uma base aérea da Força Aérea Alemã localizada nas imediações da cidade de Landsberg, na Baviera, Alemanha.
A construção da base foi iniciada em 1936 para servir a Luftwaffe. A 10 de Fevereiro de 1937, a base foi inaugurada. As primeiras aeronaves a fazer uso da base foram os Dornier Do 17 que, mais tarde, foram substituídos pelo Heinkel He 111. Durante a Segunda Guerra Mundial, as suas aeronaves cumpriram serviço em todas as frentes de guerra. No final da guerra, o exército norte-americano ocupou as instalações.
Usada pela USAF depois da guerra, passou para as mãos da Força Aérea Alemã quando a Alemanha Ocidental se juntou à NATO.
Actualmente, Landsberg é uma base de transporte aéreo. É a casa da Asa de Transporte Aéreo N.º 61, que opera aeronaves C-160 e helicópteros UH-1D Huey.